# Pseudectroma europaeum
Pseudectroma europaeum är en stekelart som först beskrevs av Mercet 1921.  Pseudectroma europaeum ingår i släktet Pseudectroma och familjen sköldlussteklar. Inga underarter finns listade i Catalogue of Life.